# Мареке, Лукас
Лу́кас Маре́ке (исп. Lucas Armando Mareque Buccolini; 12 января 1983, Морон, провинция Буэнос-Айрес) — аргентинский футболист, игравший на позиции левого защитника.

## Биография
Лукас Мареке начал заниматься футболом в знаменитой академии «Расинга» в Авельянеде, но вскоре он перешёл в школу «Ривер Плейта», где пребывал до 21 года. Наконец, 17 октября 2004 года он дебютировал за основной состав «Ривера» в игре против «Альмагро» (0:2). Но первым полноценным чемпионатом для Лукаса стала Клаусура 2005 года. Всего до перехода в футбольный клуб «Порту» он успел сыграть в составе «Ривер Плейта» в 59 встречах (из них 14 — в международных турнирах), в которых отметился двумя забитыми голами.
В конце 2006 года «Ривер» принял решение отдать своего защитника европейской команде. В чемпионате Португалии Мареке дебютировал 26 января 2007 года — это была игра против «Униан Лейрии». Но за второй круг Мареке провёл лишь 4 матча (один из них — полный) за «Порту». Несмотря на завоевание титула чемпиона Португалии, Мареке попросил свою команду отдать его в аренду, поскольку он хотел играть в футбол и иметь больше практики. В июле того же года было оформлено арендное соглашение с «Индепендьенте».
В составе «Красных дьяволов» Мареке дебютировал 12 августа в матче второго тура Апертуры 2007 против «Тигре» (в первом туре он не смог играть из-за бюрократических проволочек) (3:0). Под руководством Педро Трольио Мареке быстро стал игроком основы «Инде», а уже в январе 2008 года его контракт был полностью выкуплен у «Порту» за 2 млн долларов. Отличная техника у игрока сочетается с его универсальностью — в случае необходимости, Мареке может действовать на разных флангах обороны.
В середине марта 2009 года для Мареке наступили тяжёлые времена. После ужасного для игрока матча, в котором «Индепендьенте» уступил «Ланусу» со счётом 1:5, тренер команды Америко Гальего решил отстранить защитника от основы. В июле за Мареке даже вступился выдающийся тренер Сесар Луис Менотти (приведший сборную Аргентины к победе на чемпионате мира 1978 года), сказав, что отстранение Мареке «вредит всему аргентинскому футболу».
В итоге, Мареке вернулся в основной состав и блестяще провёл оба чемпионата сезона 2009/10, в конце которого он даже надел капитанскую повязку. На данный момент Лукас — вице-капитан «Индепендьенте» и выступает капитаном в тех случаях, когда не могут играть Карлос Матеу и Эдуардо Туццио.
18 ноября 2010 года Мареке забил красивый гол в ворота ЛДУ Кито. Хотя этот гол и не помог избежать поражения, в двхраундовом противостоянии он оказался весьма ценным: Мареке забил второй матч своей команды в гостях (2:3), а дома аргентинцы победили 2:1 и прошли в финал Южноамериканского кубка благодаря большему числу забитых гостевых голов.
В финальных матчах Мареке сыграл без замен — сначала в Гоянии, а затем все 120 минут в Авельянеде (с учётом дополнительного времени). В серии пенальти Мареке не успел поучаствовать, поскольку все 5 ударов его партнёров были точны, «Индепендьенте» обыграл «Гояс» со счётом 5:3 и, спустя 15 лет после последнего триумфа, клуб завоевал международный трофей.

## Титулы
- Чемпион Португалии (1): 2006/07
- Обладатель Южноамериканского кубка (1): 2010